# 三遊亭圓好
三遊亭 圓好（さんゆうてい えんこう）は、落語家の名跡。現在までに7人の落語家が享号違いで名乗っている。現在は空き名跡。過去には「三遊亭」だけではなく「橘家」の家号を使っていた者もいた。
- 初代三遊亭？圓好 - 後∶四代目橘家圓太郎
- 二代目三遊亭圓好 - 後∶四代目橘家圓喬
- 三代目三遊亭？圓好 - 後∶柳家三好
- 四代目三遊亭圓好（？ - 1906年12月9日 - 本名∶中田 音吉。柳家三好の実子。子供のころの明治20年代末から四代目橘家圓喬の門下になり「喬馬」と名乗る。明治30年代半ばに圓好を襲名した。圓喬はかなり嘱望していたが期待にそぐわずに20代で夭折した。
- 五代目橘家圓好 - 後∶六代目三遊亭圓生
- 六代目橘家圓好 - 下記にて記述
- 七代目三遊亭圓好 - 下記にて記述

## 6代目
六代目 橘家 圓好（たちばなや えんこう、1908年1月3日 - 1999年4月以降）は、落語家。本名：菊島 春三郎。
芝日蔭町の町大工の家に生まれ、小学校6年の時に両親に内緒で五代目三遊亭圓生に入門し神田立花で10日間の見習いをするも断念。
1926年に再度五代目三遊亭圓生に入門し若蔵を名乗る。翌年の1927年に圓生が睦会から三語楼協会に移籍したのに伴い行動。三語楼協会所属となり二ツ目昇進。
23歳の1930年ころに浪曲の二代目広沢虎造一座に属し広沢若蔵の名で浪曲まじりの落語をしていたが、2年ほどで落語家に復帰して1933年ころに圓好となる。
第二次世界大戦中に廃業し、後に東京都庁職員となって広報を担当、定年まで勤めた。一般人となったため、1999年4月まで生存が確認されていたが、現在の消息は不詳である。

## 7代目
七代目 三遊亭 圓好（さんゆうてい えんこう、1948年10月25日 - 2007年10月11日ころ）は、神奈川県藤沢市出身の落語家。出囃子は『手習子』。本名：甘粕 隆義。

### 経歴
神奈川県立商工高等学校卒業後1968年1月に五代目三遊亭圓楽に入門。前座名は甘粕の「甘」と師匠圓楽の「楽」の一字ずつを取り、甘楽と名づけられる。1969年、圓生の末弟子旭生が二ツ目に昇進し、圓生の直弟子の中に前座がいなくなったことにより圓生の身の回りの世話をさせるため、圓楽により大師匠六代目三遊亭圓生門下に移籍する。生坊と改名。
1972年11月に柳家さん喬、五街道雲助、柳家さん治、金原亭駒三、立川談十郎、三遊亭楽松と共に二ツ目昇進し、梅生に改名。1978年に落語協会分裂騒動が勃発。師匠圓生、前師匠圓楽と共に落語協会を脱退し、落語三遊協会所属になるが1979年9月3日師匠圓生が死去し、1980年2月1日に落語三遊協会が解散。旧師圓楽に帯同せず、他の圓生直弟子達と同じく落語協会に復帰した。 
1982年12月に初代古今亭志ん五、六代目古今亭志ん橋、春風亭一朝、柳家せん八、三代目三遊亭小金馬、四代目吉原朝馬、立川左談次、六代目立川ぜん馬、立川談生と共に真打昇進。七代目三遊亭圓好を襲名。
2007年10月26日、東京都荒川区の自宅で倒れているところを発見された。同月11日ごろ死去したと見られる。死因は虚血性心不全。58歳没。

### 芸歴
- 1968年∶五代目三遊亭圓楽に入門、前座名「甘楽」。
- 1969年∶六代目三遊亭圓生門下に移籍、「生坊」と改名。
- 1972年∶二ツ目昇進、「梅生」と改名。
- 1982年∶真打昇進、「七代目三遊亭圓好」を襲名。
- 2007年∶死去。